# Sportgemeinschaft 09 Wattenscheid 1980-1981
Questa voce raccoglie le informazioni riguardanti la Sportgemeinschaft 09 Wattenscheid nelle competizioni ufficiali della stagione 1980-1981.

## Stagione
Nella stagione 1980-1981 il Wattenscheid, allenato da Hubert Schieth e Klaus Hilpert, concluse il campionato di 2. Bundesliga al 10º posto. In Coppa di Germania il Wattenscheid fu eliminato al secondo turno dal Bayer Uerdingen.

## Rosa
| N. |                     | Ruolo | Calciatore         |
| -- | ------------------- | ----- | ------------------ |
|    | Germania (bandiera) | P     | Manfred Behrendt   |
|    | Germania (bandiera) | P     | Dieter Issel       |
|    | Germania (bandiera) | D     | Peter Russok       |
|    | Germania (bandiera) | D     | Burkhard Steiner   |
|    | Germania (bandiera) | D     | Hans-Jürgen Zimmer |
|    | Germania (bandiera) | D     | Helmut Zyla        |
|    | Germania (bandiera) | C     | Karl Gerban        |
|    | Germania (bandiera) | C     | Michael Henke      |
|    | Germania (bandiera) | C     | Jürgen Hünerlage   |
|    | Germania (bandiera) | C     | Detlev Kudella     |

| N. |                     | Ruolo | Calciatore         |
| -- | ------------------- | ----- | ------------------ |
|    | Germania (bandiera) | C     | Wolfgang Patzke    |
|    | Germania (bandiera) | C     | Helmut Reiners     |
|    | Germania (bandiera) | C     | Günter Tinnefeld   |
|    | Germania (bandiera) | C     | Klaus-Dieter Wolff |
|    | Germania (bandiera) | A     | Gerhard Drews      |
|    | Germania (bandiera) | A     | Hans Faust         |
|    | Germania (bandiera) | A     | Peter Kunkel       |
|    | Germania (bandiera) | A     | Ralf Schaffeld     |
|    | Germania (bandiera) | A     | Wolfgang Schmitt   |

## Organigramma societario
Area tecnica
- Allenatore: Klaus Hilpert
- Allenatore in seconda:
- Preparatore dei portieri:
- Preparatori atletici:

## Calciomercato

### Sessione estiva
| Acquisti | Acquisti      | Acquisti           | Acquisti |
| R.       | Nome          | da                 | Modalità |
| -------- | ------------- | ------------------ | -------- |
| C        | Michael Henke | Lippstadt 08       |          |
| P        | Dieter Issel  | Wattenscheid 09 II |          |

| Cessioni | Cessioni       | Cessioni         | Cessioni |
| R.       | Nome           | a                | Modalità |
| -------- | -------------- | ---------------- | -------- |
| D        | Michael Jakobs | Bochum           |          |
| D        | Rudi Klimke    | Siegburger SV 04 |          |
| D        | Ivan Žugčić    | Bochum           |          |

### Sessione invernale
| Acquisti | Acquisti | Acquisti | Acquisti |
| R.       | Nome     | da       | Modalità |
| -------- | -------- | -------- | -------- |

| Cessioni | Cessioni | Cessioni | Cessioni |
| R.       | Nome     | a        | Modalità |
| -------- | -------- | -------- | -------- |

## Risultati

### 2. Bundesliga

#### Girone di andata
| Arbitro: | Pauly |

|               |           |                       |
| Hünerlage 60’ | Marcatori | 49’ Kosien 72’ Hayduk |

| Gottinga 10 agosto 1980 2ª giornata | Göttingen | 0 – 0 referto | Wattenscheid 09 | Jahnstadion (5 000 spett.)\| Arbitro: \| Osmers \| |
| Arbitro:                            | Osmers    |               |                 |                                                    |

| Arbitro: | Mölm |

|                                               |           |                           |
| Lorenz 36’ Feilzer 72’ (rig.) Tune-Hansen 80’ | Marcatori | 9’, 60’ Kunkel 65’ Patzke |

| Arbitro: | Nolte |

|            |           |  |
| Kunkel 35’ | Marcatori |  |

| Arbitro: | Gabriel |

|                          |           |             |
| Majgl 37’ Bockenfeld 88’ | Marcatori | 49’ Reiners |

| Arbitro: | Wippker |

|                                  |           |  |
| Reiners 34’ (rig.) Hünerlage 52’ | Marcatori |  |

| Arbitro: | Zimmermann |

|                                            |           |                           |
| Specht 17’ Osterkamp 28’ Darsow 48’ (rig.) | Marcatori | 32’, 49’ Drews 72’ Patzke |

| Arbitro: | Möller |

|                            |           |                               |
| Drews 35’ Reiners 44’, 58’ | Marcatori | 56’ Aussem 80’ (rig.) Brücken |

| Arbitro: | Winkler |

|                                        |           |             |
| Mentzel 8’ Mödrath 41’ Guðlaugsson 43’ | Marcatori | 21’ Reiners |

| Arbitro: | Hennig |

|                           |           |  |
| Kunkel 51’, 88’ Drews 89’ | Marcatori |  |

| Arbitro: | Barnick |

|                        |           |  |
| Worm 6’, 62’ Grobe 86’ | Marcatori |  |

| Arbitro: | Wahmann |

|           |           |              |
| Drews 19’ | Marcatori | 22’ Krumbein |

| Arbitro: | Filipiak |

|                             |           |  |
| Tönsfeldt 35’ Wendlandt 69’ | Marcatori |  |

| Arbitro: | Kohnen |

|                      |           |           |
| Drews 8’ Reiners 67’ | Marcatori | 21’ Pache |

| Arbitro: | Prinz |

|                        |           |             |
| Lenz 16’ Dieckmann 50’ | Marcatori | 30’ Reiners |

| Arbitro: | Holzweißig |

|           |           |            |
| Drews 13’ | Marcatori | 47’ Lander |

| Arbitro: | Puchalski |

|                                                                          |           |  |
| Killmaier 9’, 19’ Ehrmantraut 28’ Remark 36’, 66’, 78’, 87’ Laohakul 90’ | Marcatori |  |

| Arbitro: | Kautschor |

|                        |           |                       |
| Kunkel 11’ Reiners 20’ | Marcatori | 33’ Mill 70’ Kaminsky |

| Arbitro: | Eschenbach |

|             |           |            |
| Bittorf 14’ | Marcatori | 60’ Kunkel |

| Arbitro: | Meijerink |

|            |           |              |
| Zimmer 90’ | Marcatori | 35’ Kostedde |

| Arbitro: | Stark |

|            |           |                   |
| Helmes 43’ | Marcatori | 32’ (rig.) Kunkel |

#### Girone di ritorno
| Arbitro: | Kopka |

|                       |           |            |
| Kleppinger 62’ (rig.) | Marcatori | 50’ Kunkel |

| Arbitro: | Wippker |

|                    |           |            |
| Reiners 21’ (rig.) | Marcatori | 43’ Snater |

| Arbitro: | Puchalski |

|             |           |                  |
| Steiner 47’ | Marcatori | 51’, 52’ Feilzer |

| Arbitro: | Heitmann |

|                             |           |             |
| Kostedde 10’, 57’ Otten 24’ | Marcatori | 88’ Reiners |

| Arbitro: | Kasperowski |

|                           |           |            |
| Drews 51’, 65’ Zimmer 80’ | Marcatori | 72’ Helmes |

| Arbitro: | Welling |

|                                      |           |                                       |
| Wolf 54’ (rig.) Bartel 80’ Allig 85’ | Marcatori | 59’ (rig.) Reiners 72’ (aut.) Quabeck |

| Arbitro: | Gabor |

|  |           |             |
|  | Marcatori | 64’ Poesger |

| Arbitro: | Ahlenfelder |

|                         |           |                                  |
| Ochmann 30’ Brücken 59’ | Marcatori | 68’ Reiners 81’ Drews 87’ Kunkel |

| Arbitro: | Filipiak |

|  |           |            |
|  | Marcatori | 59’ Werres |

| Arbitro: | Waltert |

|                                               |           |                      |
| Clute-Simon 10’ Runge 57’ Wolf 65’ Jansen 74’ | Marcatori | 37’ Patzke 67’ Drews |

| Arbitro: | Assenmacher |

|            |           |                         |
| Kunkel 41’ | Marcatori | 16’ Keute 67’ Ellmerich |

| Arbitro: | Horeis |

|           |           |                        |
| Diers 17’ | Marcatori | 42’ Kunkel 73’ Reiners |

| Arbitro: | Eschweiler |

|                                               |           |                         |
| Tinnefeld 9’ Steiner 22’ Drews 45’ Kunkel 61’ | Marcatori | 31’ Jochimiak 71’ Daras |

| Arbitro: | Roth |

|  |           |                              |
|  | Marcatori | 52’ (rig.) Reiners 65’ Drews |

| Arbitro: | Zittrich |

|                     |           |             |
| Henke 6’ Kunkel 40’ | Marcatori | 43’ Seegler |

| Arbitro: | Kohnen |

|  |           |                    |
|  | Marcatori | 68’ (rig.) Reiners |

| Arbitro: | Kautschor |

|  |           |          |
|  | Marcatori | 40’ Mohr |

| Arbitro: | Wippker |

|                            |           |                      |
| Herget 37’ Mill 48’ (rig.) | Marcatori | 2’ Kunkel 52’ Patzke |

| Arbitro: | Heitmann |

|                         |           |              |
| Drews 65’ Tinnefeld 74’ | Marcatori | 60’ Wehmeier |

| Arbitro: | Kasperowski |

|                                          |           |                |
| Reiners 43’ (rig.) Patzke 79’ Kunkel 81’ | Marcatori | 84’ Bockenfeld |

| Arbitro: | Prinz |

|  |           |           |
|  | Marcatori | 12’ Drews |

### Coppa di Germania
| Arbitro: | Wohlfarth |

|                  |           |                                  |
| Schoonewille 86’ | Marcatori | 54’ Drews 64’ Reiners 85’ Kunkel |

| Arbitro: | Assenmacher |

|                                                |           |           |
| Zimmer 7’ Steubing 55’ Raschid 69’, 77’ (rig.) | Marcatori | 14’ Drews |

## Statistiche

### Statistiche di squadra
| Competizione      | Punti | In casa | In casa | In casa | In casa | In casa | In casa | In trasferta | In trasferta | In trasferta | In trasferta | In trasferta | In trasferta | Totale | Totale | Totale | Totale | Totale | Totale | DR |
| Competizione      | Punti | G       | V       | N       | P       | Gf      | Gs      | G            | V            | N            | P            | Gf           | Gs           | G      | V      | N      | P      | Gf     | Gs     | DR |
| ----------------- | ----- | ------- | ------- | ------- | ------- | ------- | ------- | ------------ | ------------ | ------------ | ------------ | ------------ | ------------ | ------ | ------ | ------ | ------ | ------ | ------ | -- |
| 2. Bundesliga     | 42    | 21      | 10      | 5       | 6       | 34      | 24      | 21           | 5            | 7            | 9            | 28           | 44           | 42     | 15     | 12     | 15     | 62     | 68     | -6 |
| Coppa di Germania | -     | 0       | 0       | 0       | 0       | 0       | 0       | 2            | 1            | 0            | 1            | 4            | 5            | 2      | 1      | 0      | 1      | 4      | 5      | -1 |
| Totale            | 42    | 21      | 10      | 5       | 6       | 34      | 24      | 23           | 6            | 7            | 10           | 32           | 49           | 44     | 16     | 12     | 16     | 66     | 73     | -7 |

### Andamento in campionato
| Giornata  | 1  | 2  | 3  | 4  | 5  | 6  | 7  | 8 | 9  | 10 | 11 | 12 | 13 | 14 | 15 | 16 | 17 | 18 | 19 | 20 | 21 | 22 | 23 | 24 | 25 | 26 | 27 | 28 | 29 | 30 | 31 | 32 | 33 | 34 | 35 | 36 | 37 | 38 | 39 | 40 | 41 | 42 |
| --------- | -- | -- | -- | -- | -- | -- | -- | - | -- | -- | -- | -- | -- | -- | -- | -- | -- | -- | -- | -- | -- | -- | -- | -- | -- | -- | -- | -- | -- | -- | -- | -- | -- | -- | -- | -- | -- | -- | -- | -- | -- | -- |
| Luogo     | C  | T  | T  | C  | T  | C  | T  | C | T  | C  | T  | C  | T  | C  | T  | C  | T  | C  | T  | C  | T  | T  | C  | C  | T  | C  | T  | C  | T  | C  | T  | C  | T  | C  | T  | C  | T  | C  | T  | C  | C  | T  |
| Risultato | P  | N  | N  | V  | P  | V  | N  | V | P  | V  | P  | N  | P  | V  | P  | N  | P  | N  | N  | N  | N  | N  | N  | P  | P  | V  | P  | P  | V  | P  | P  | P  | V  | V  | V  | V  | V  | P  | N  | V  | V  | V  |
| Posizione | 14 | 20 | 17 | 11 | 15 | 10 | 12 | 9 | 12 | 9  | 11 | 10 | 13 | 11 | 11 | 13 | 14 | 13 | 13 | 12 | 13 | 12 | 12 | 12 | 13 | 12 | 12 | 12 | 12 | 15 | 15 | 16 | 14 | 13 | 11 | 11 | 10 | 12 | 12 | 10 | 10 | 10 |

Legenda:

Luogo: C = Casa; T = Trasferta. Risultato: V = Vittoria; N = Pareggio; P = Sconfitta.

### Statistiche dei giocatori
| Giocatore    | 2. Bundesliga | 2. Bundesliga | 2. Bundesliga | 2. Bundesliga | Coppa di Germania | Coppa di Germania | Coppa di Germania | Coppa di Germania | Totale   | Totale | Totale      | Totale     |
| Giocatore    | Presenze      | Reti          | Ammonizioni   | Espulsioni    | Presenze          | Reti              | Ammonizioni       | Espulsioni        | Presenze | Reti   | Ammonizioni | Espulsioni |
| ------------ | ------------- | ------------- | ------------- | ------------- | ----------------- | ----------------- | ----------------- | ----------------- | -------- | ------ | ----------- | ---------- |
| M. Behrendt  | 42            | 0             | 0             | 0             | 2                 | 0                 | 0                 | 0                 | 44       | 0      | 0           | 0          |
| G. Drews     | 42            | 15            | 1             | 0             | 2                 | 2                 | 0                 | 0                 | 44       | 17     | 1           | 0          |
| H. Faust     | 0             | 0             | 0             | 0             | 0                 | 0                 | 0                 | 0                 | 0        | 0      | 0           | 0          |
| K. Gerban    | 2             | 0             | 0             | 0             | 0                 | 0                 | 0                 | 0                 | 2        | 0      | 0           | 0          |
| M. Henke     | 27            | 1             | 1             | 0             | 2                 | 0                 | 0                 | 0                 | 29       | 1      | 1           | 0          |
| J. Hünerlage | 21            | 2             | 3             | 0             | 1                 | 0                 | 0                 | 0                 | 22       | 2      | 3           | 0          |
| D. Issel     | 0             | 0             | 0             | 0             | 0                 | 0                 | 0                 | 0                 | 0        | 0      | 0           | 0          |
| D. Kudella   | 36            | 0             | 5             | 0             | 2                 | 0                 | 0                 | 0                 | 38       | 0      | 5           | 0          |
| P. Kunkel    | 42            | 16            | 2             | 0             | 2                 | 1                 | 0                 | 0                 | 44       | 17     | 2           | 0          |
| W. Patzke    | 37            | 5             | 4             | 0             | 1                 | 0                 | 0                 | 0                 | 38       | 5      | 4           | 0          |
| H. Reiners   | 40            | 16            | 7             | 0             | 2                 | 1                 | 0                 | 0                 | 42       | 17     | 7           | 0          |
| P. Russok    | 35            | 0             | 6             | 0             | 1                 | 0                 | 0                 | 0                 | 36       | 0      | 6           | 0          |
| R. Schaffeld | 11            | 0             | 1             | 0             | 1                 | 0                 | 0                 | 0                 | 12       | 0      | 1           | 0          |
| W. Schmitt   | 15            | 0             | 0             | 0             | 0                 | 0                 | 0                 | 0                 | 15       | 0      | 0           | 0          |
| B. Steiner   | 25            | 2             | 4             | 0             | 1                 | 0                 | 0                 | 1                 | 26       | 2      | 4           | 1          |
| G. Tinnefeld | 38            | 2             | 7             | 0             | 2                 | 0                 | 0                 | 0                 | 40       | 2      | 7           | 0          |
| K. Wolff     | 19            | 0             | 2             | 0             | 2                 | 0                 | 1                 | 0                 | 21       | 0      | 3           | 0          |
| H. Zimmer    | 39            | 2             | 2             | 0             | 2                 | 0                 | 0                 | 0                 | 41       | 2      | 2           | 0          |
| H. Zyla      | 40            | 0             | 4             | 0             | 2                 | 0                 | 0                 | 0                 | 42       | 0      | 4           | 0          |